# Schloss Roßthal

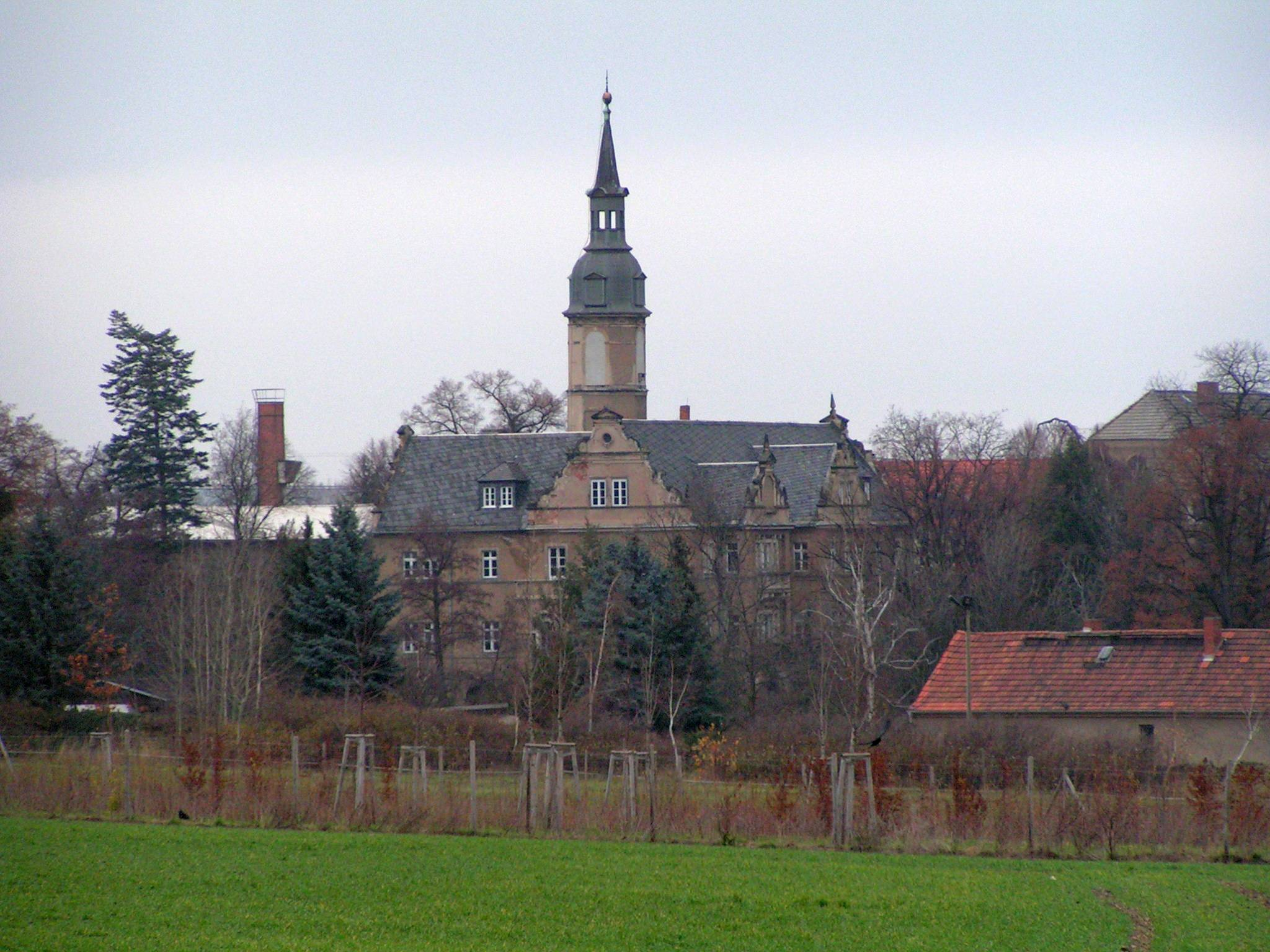
Schloss Roßthal

Das Schloss Roßthal liegt im Südwesten der sächsischen Landeshauptstadt Dresden, etwa 6 km von der Innenstadt entfernt und 500 m nordöstlich der Autobahn 17 zwischen dem Freitaler Stadtteil Pesterwitz und Dresden-Naußlitz.

## Geschichte
Bereits im Jahr 1628 wurde das Vierhufengut Roßthal vom evangelischen Dompropst von Meißen an den kurfürstlichen Kammerdiener Ullmann als Lehen übergeben und zum Rittergut erklärt. Im Jahr 1657 wurde Schloss Roßthal als Herrenhaus für den Besitzer Alexander von Krahe erbaut. 1736 gelangte das Rittergut in den Besitz der Familie von Nimptsch.
Im Siebenjährigen Krieg wurde das Gebäude beschädigt und von Carl Siegmund von Nimptsch wieder aufgebaut und erweitert. Der Turm wurde für eine bessere Aussicht erhöht. Es wurde ein Landschaftspark angelegt und mit verschiedenen Bauwerken, Wasserkünsten, Grotten und Vexierspiegeln ausgeschmückt. Die zugehörigen Ländereien umfassten zu dieser Zeit 224 Hektar und wurden hauptsächlich von den Häuslern aus Neunimptsch bewirtschaftet. Aus dieser Zeit sind eine kleine rechteckige, mit einem Zeltdach gedeckte Einsiedelei und ein spitzbogiges Parktor mit einem barocken Gitter erhalten geblieben.
Im Jahr 1852 übernahm Carl Friedrich August Krebs, Freiherr von Burgk, das Rittergut Roßthal. Bis 1945 blieb dessen Familie Besitzer der Gutsherrschaft. Von 1858 bis 1859 baute Karl Moritz Haenel Schloss Roßthal und den achtseitigen Turm im Stil der deutschen Renaissance um und versah es mit zwei neuen Obergeschossen. Nach dem Zweiten Weltkrieg war im Schloss zeitweise die Verwaltung der volkseigenen Güter Sachsens untergebracht. Das Volkseigene Gut Gartenbau Pesterwitz übernahm auch die landwirtschaftlichen Nutzflächen und richtete eine Berufsschule ein. Dieses besteht bis heute als agrarwissenschaftlich orientiertes Gymnasium.

## Fotos
- 43 Bilder enthält die Fotosammlung zum Stichwort Roßthal von den Innenräumen und der Umgebung des Schlosses in der Deutschen Fotothek.

### Schlossgebäude

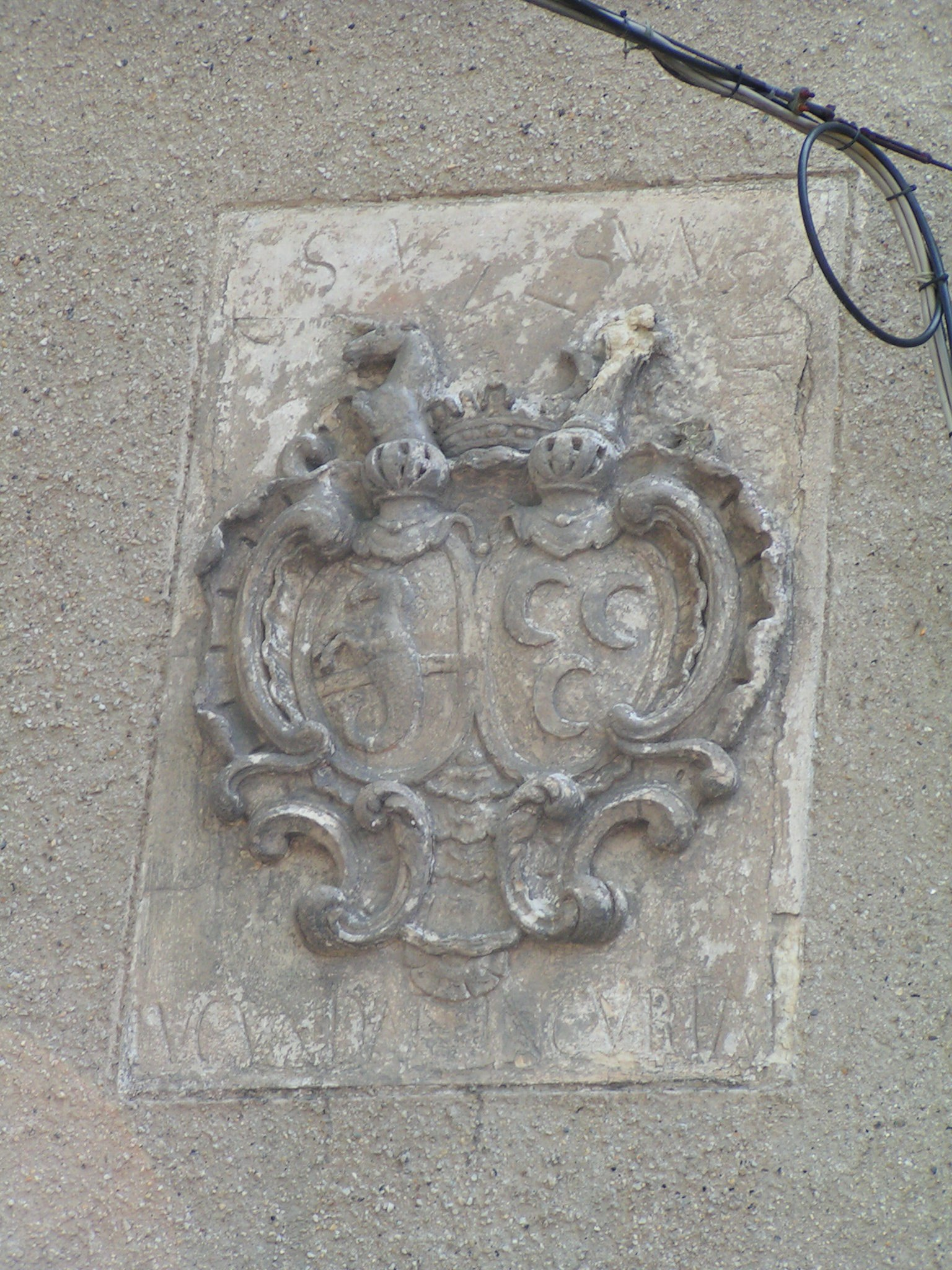
Wappen an der Nordseite des Schlossgebäudes
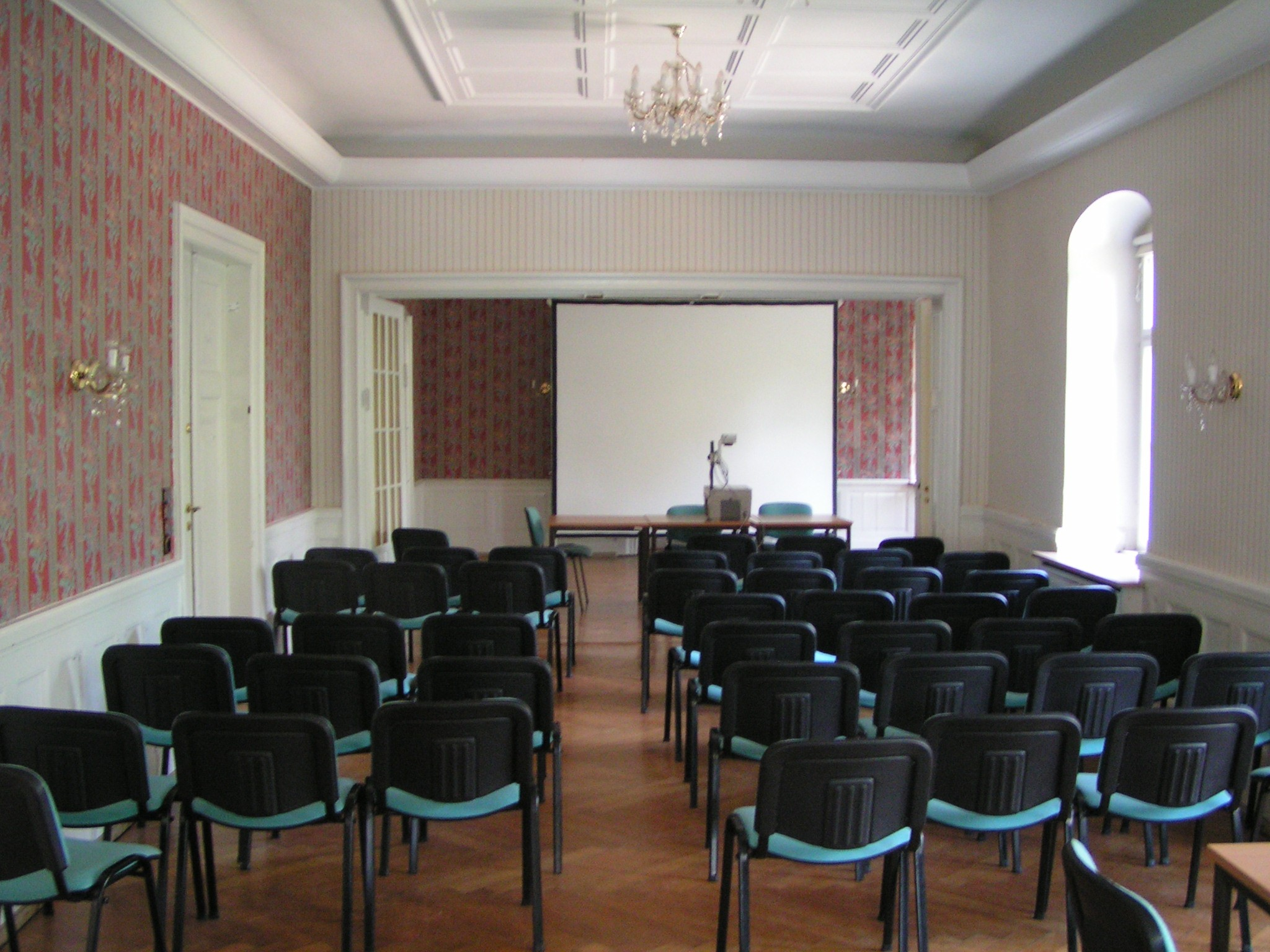
Aula
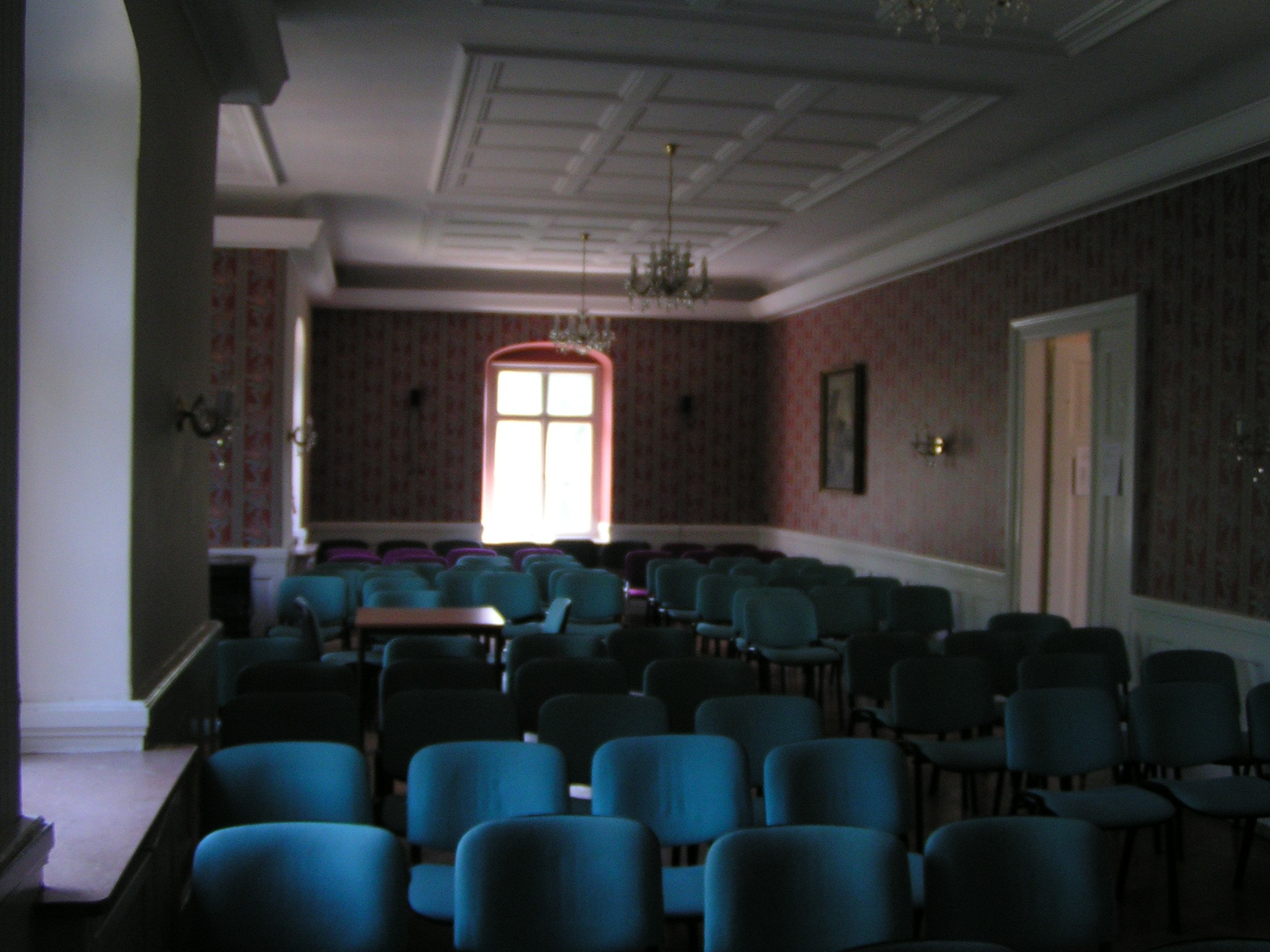
Aula
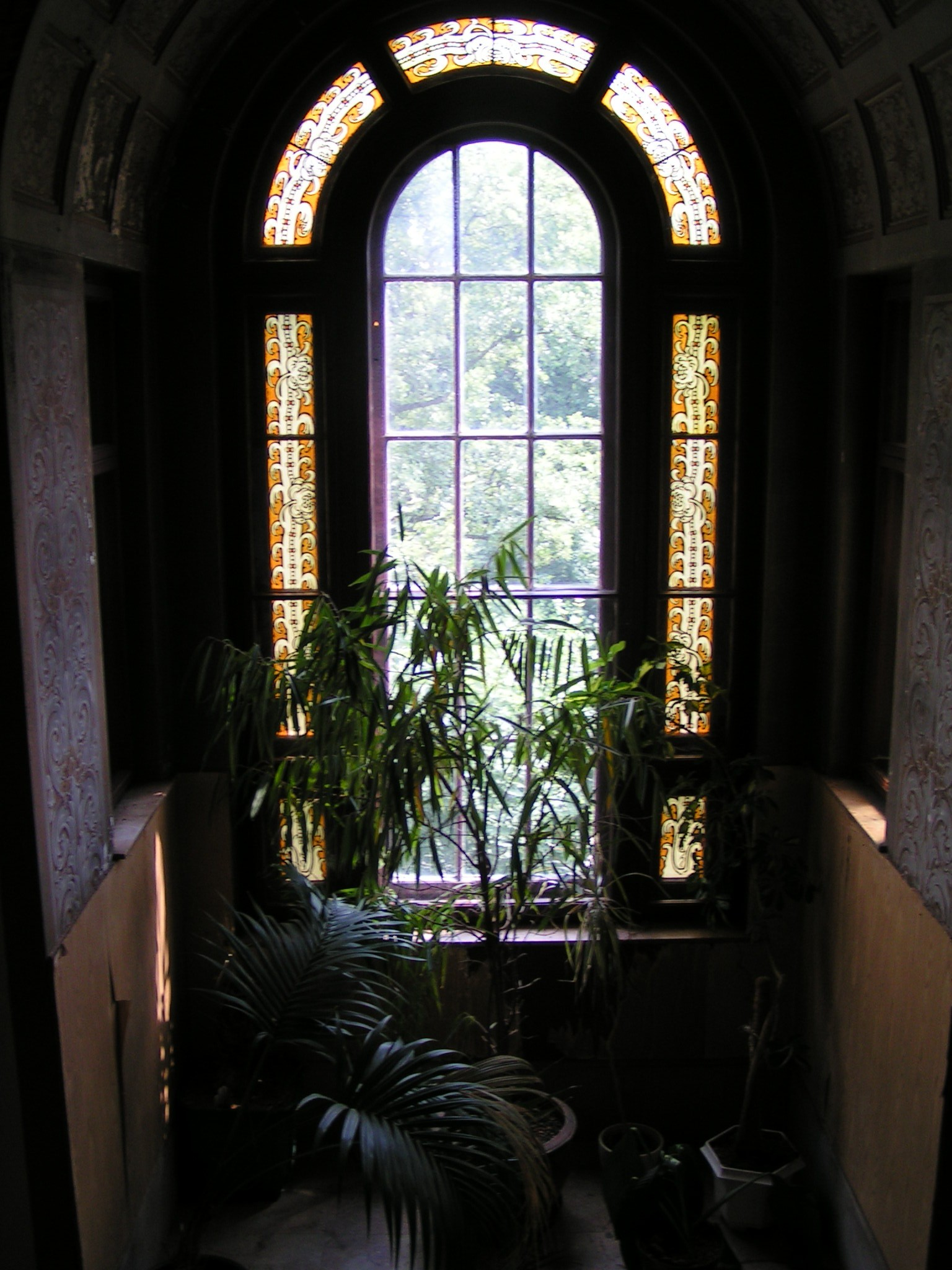
Fenster im Treppenhaus
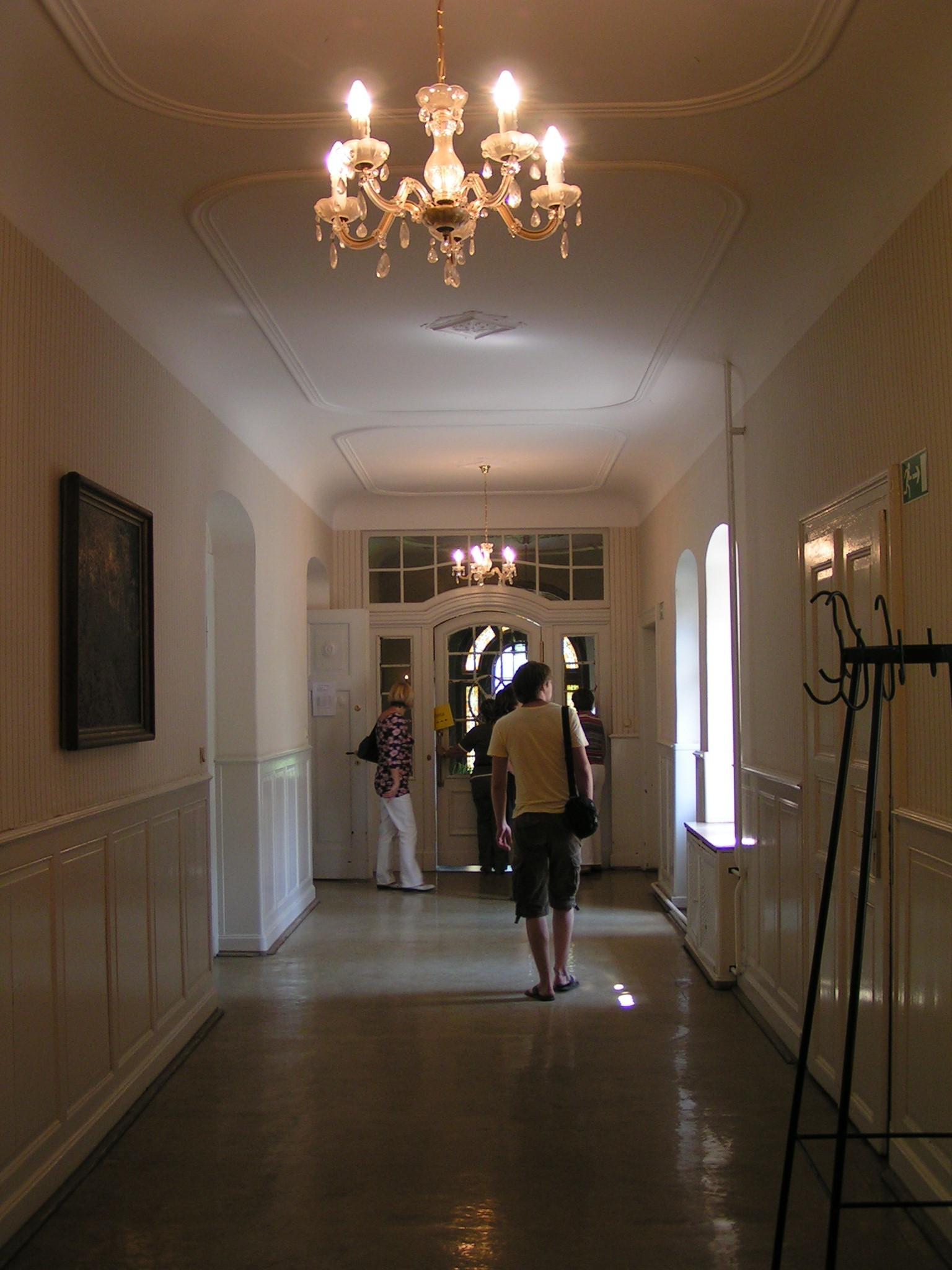
Flur
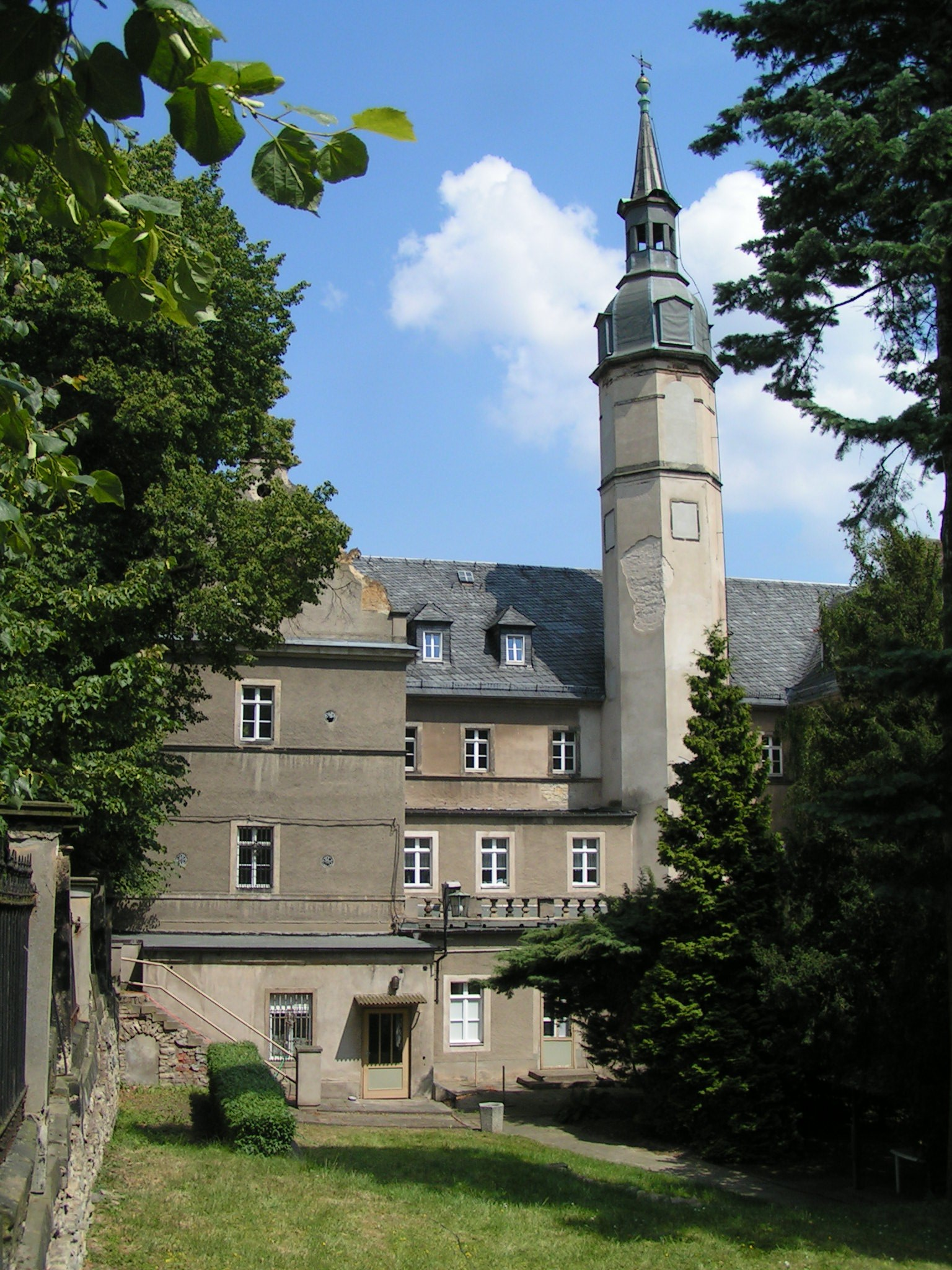
Westansicht
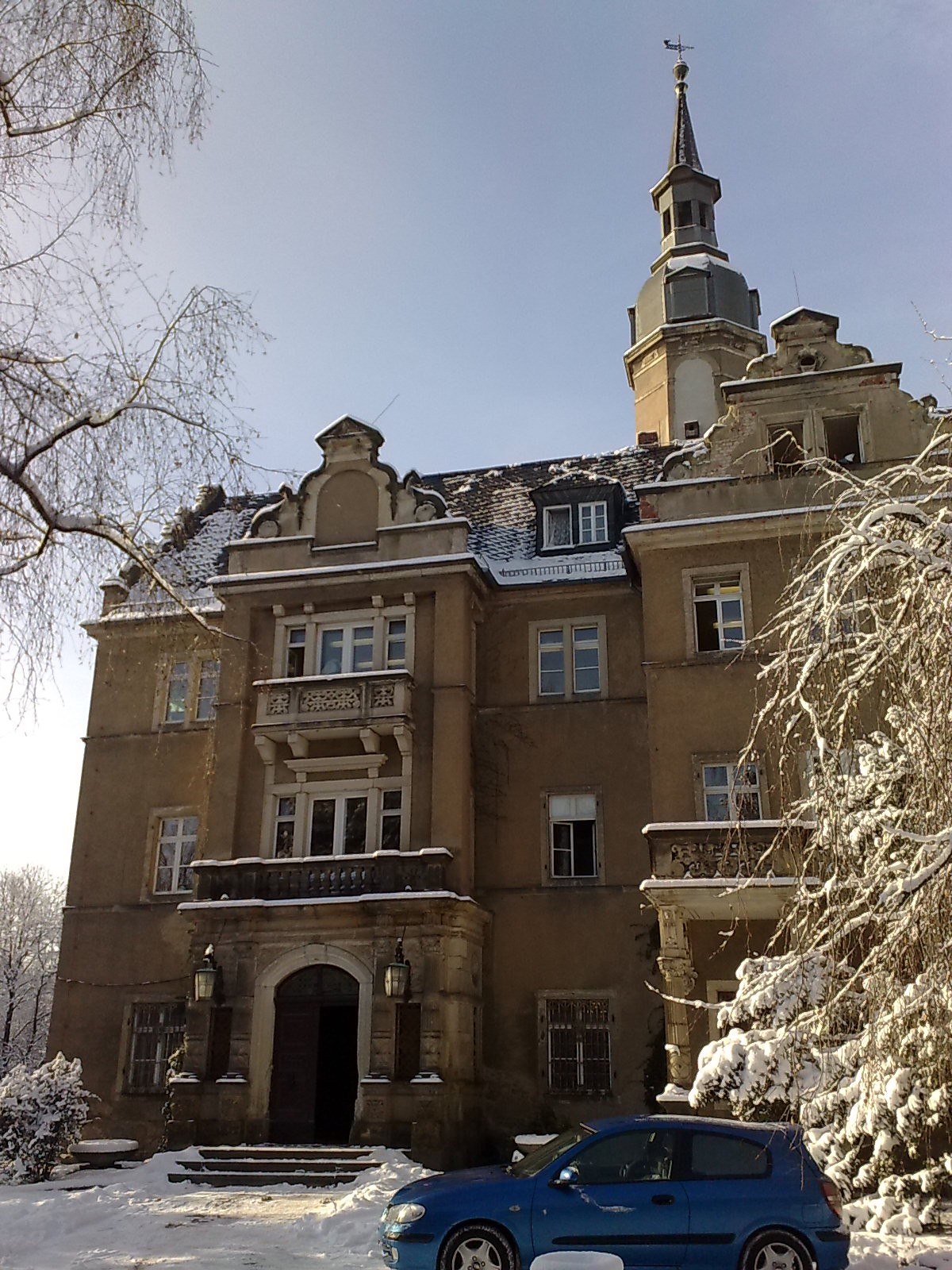
Ostansicht
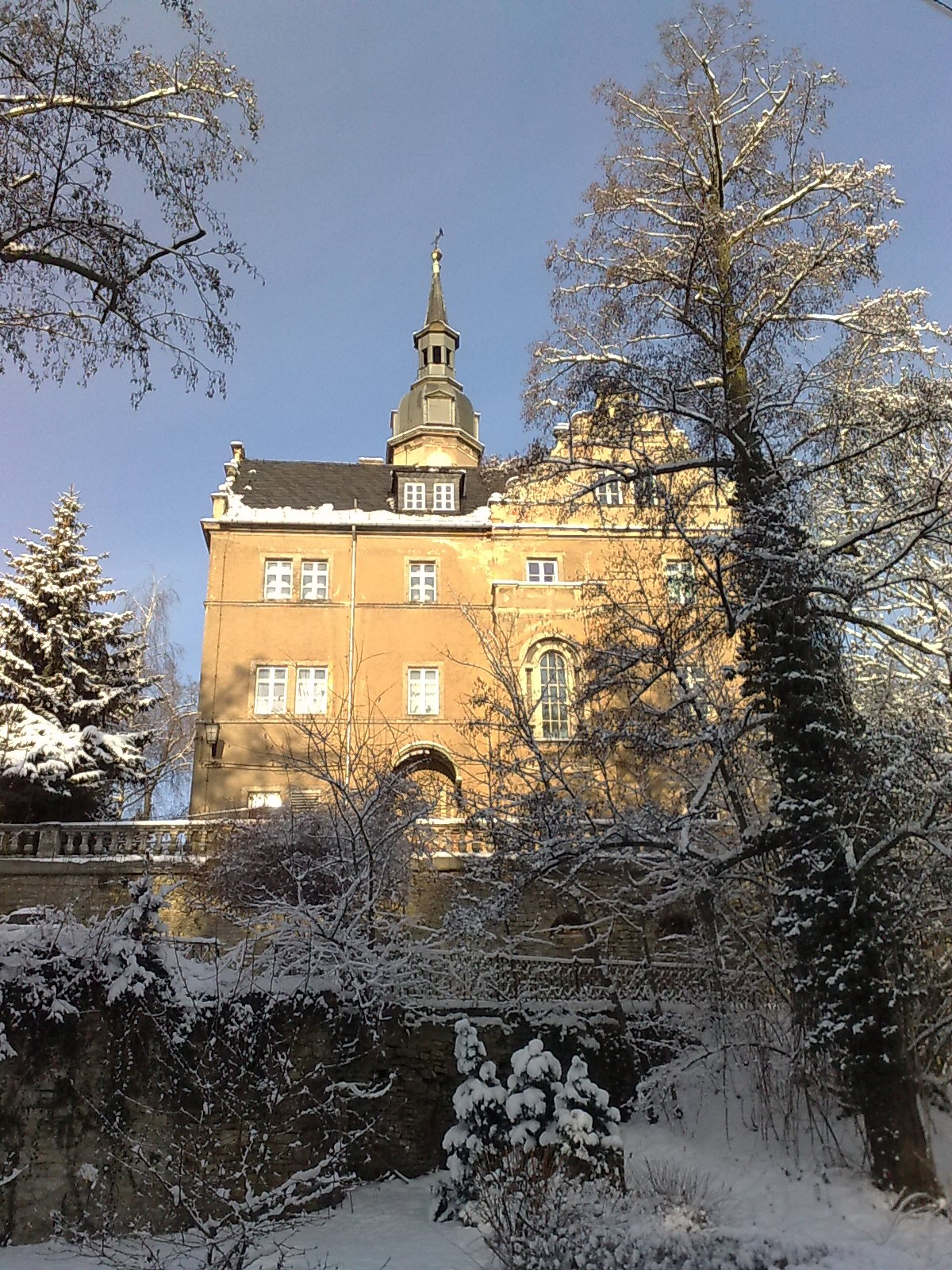
Südansicht
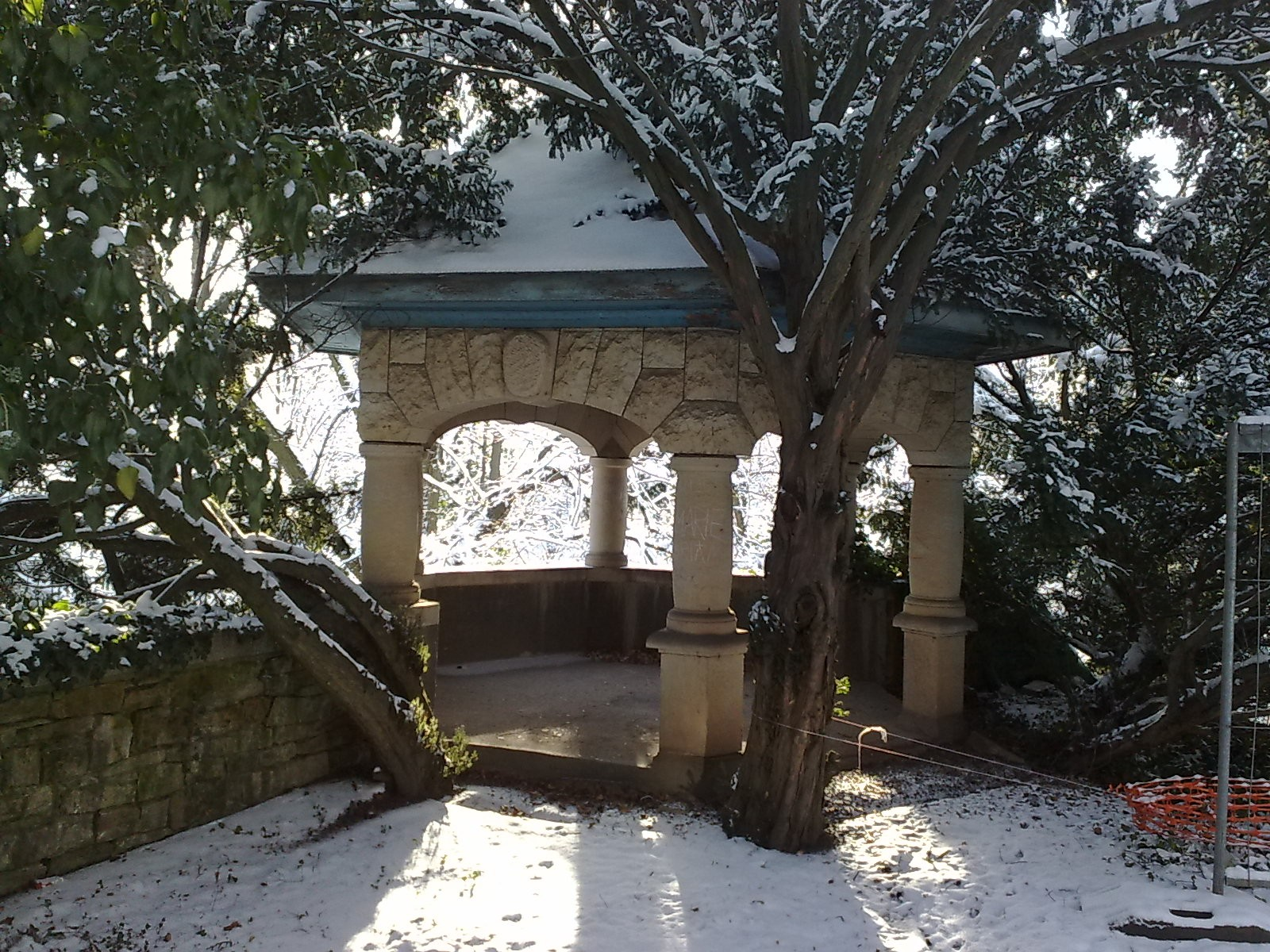
Pavillon an der Ostseite

### Berufsschule

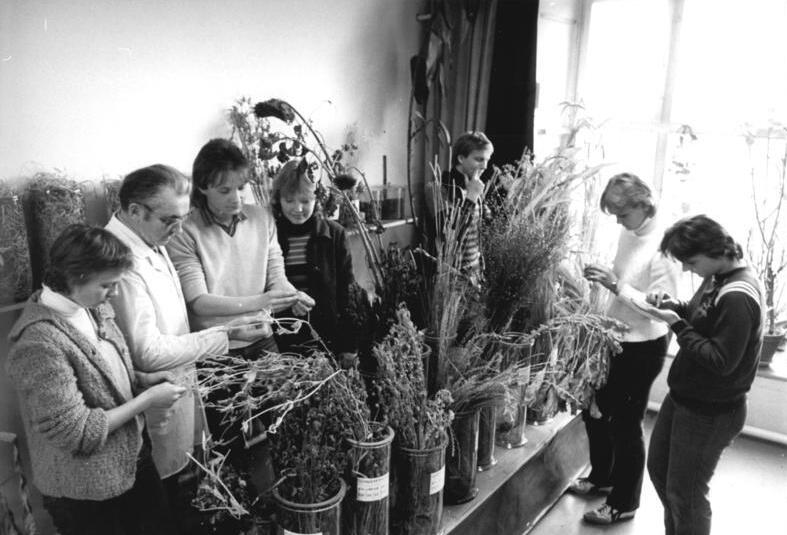
Bestimmung von Futtermittelpflanzen in der Berufsschule (22. Dezember 1983)
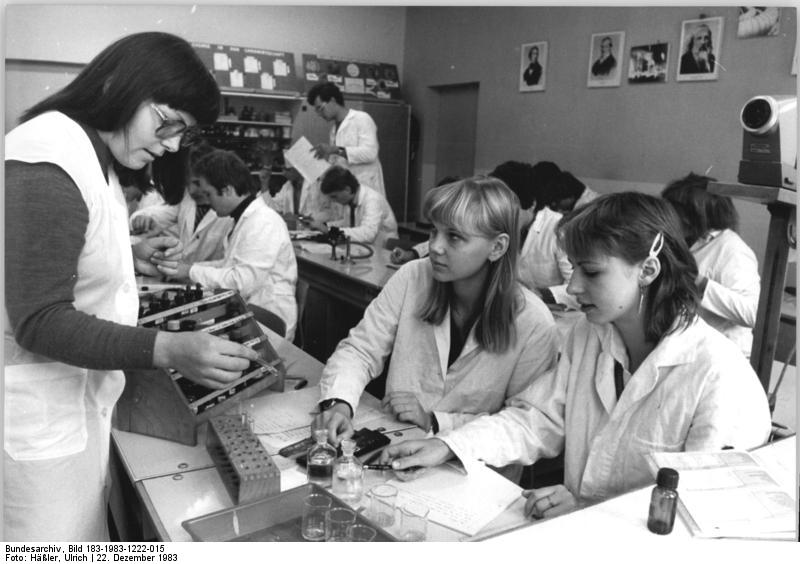
Chemieunterricht (1983)
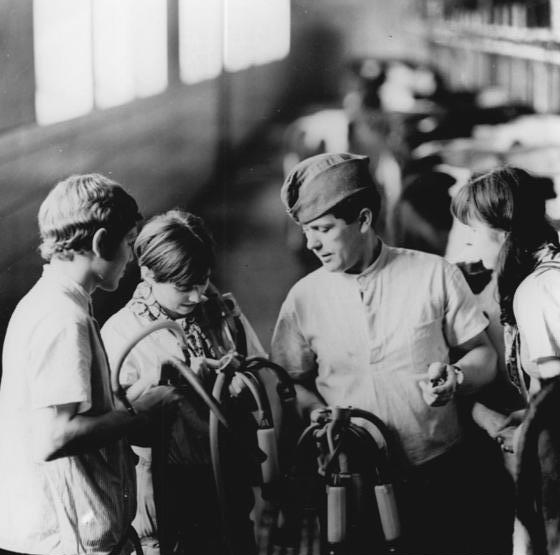
Einweisung in eine Melkmaschine
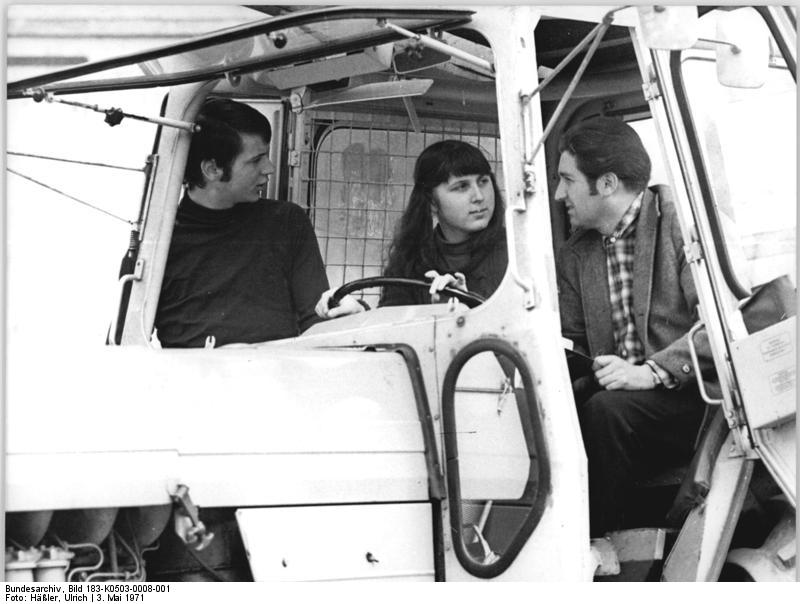
Fahrunterricht auf einem ZT300
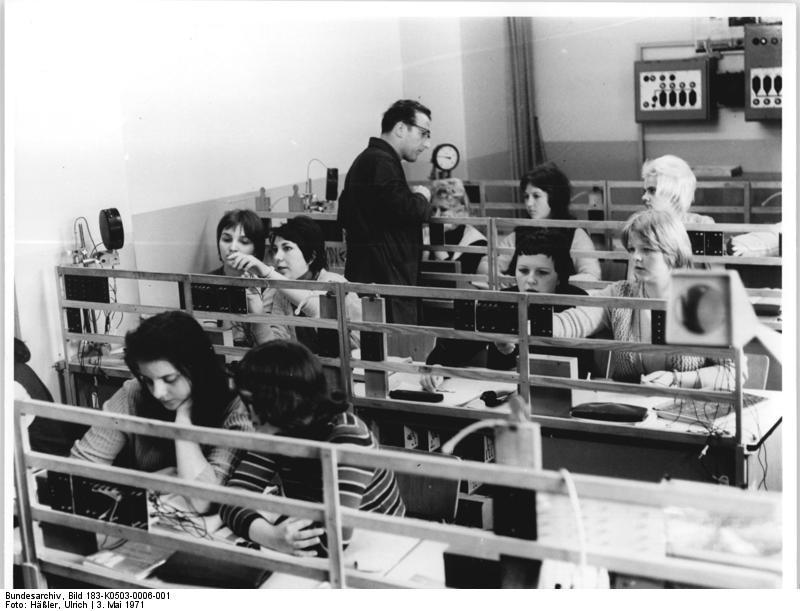
Fachlabor
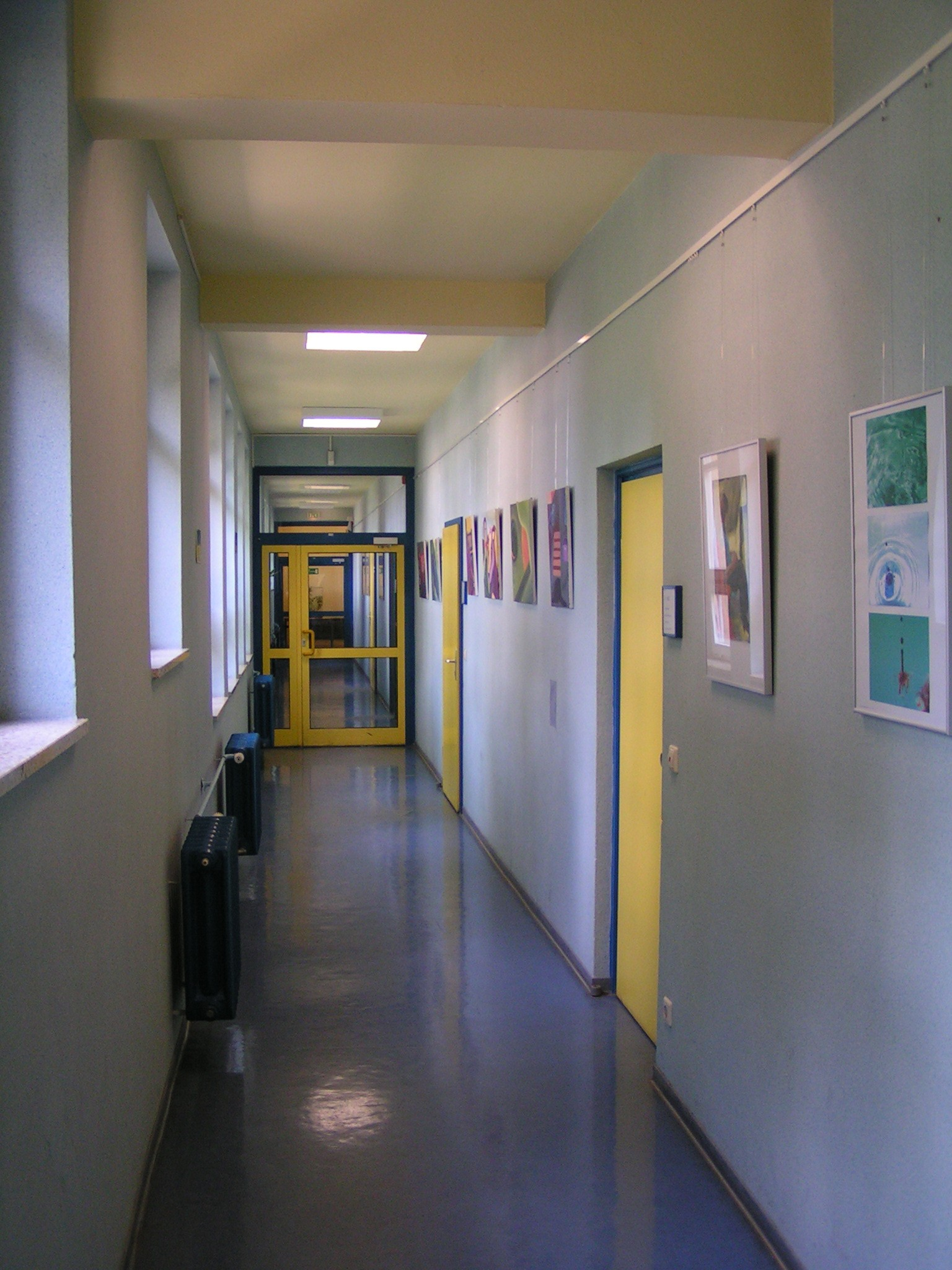
Neubau
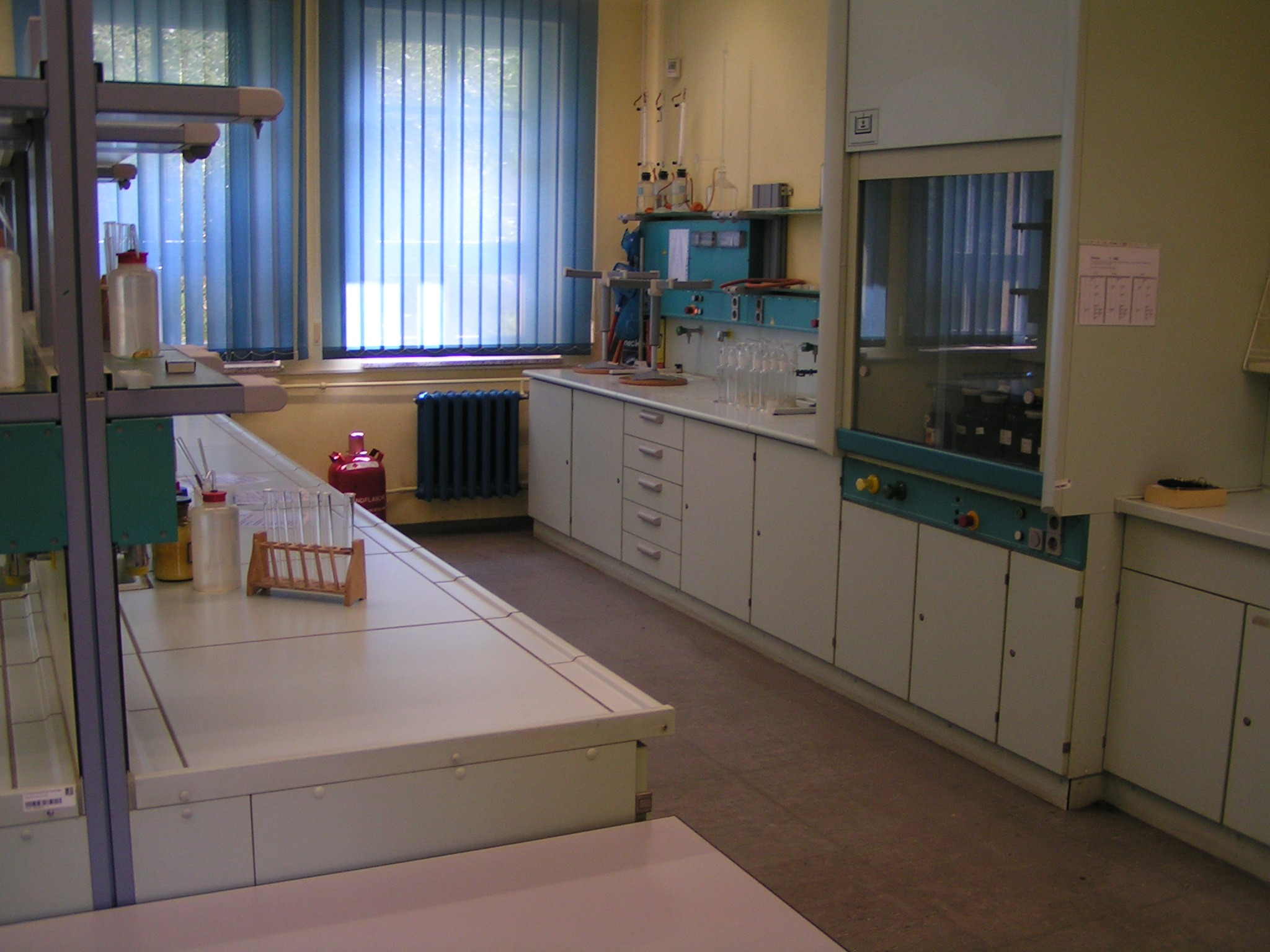
Fachkabinet Chemie (2010)
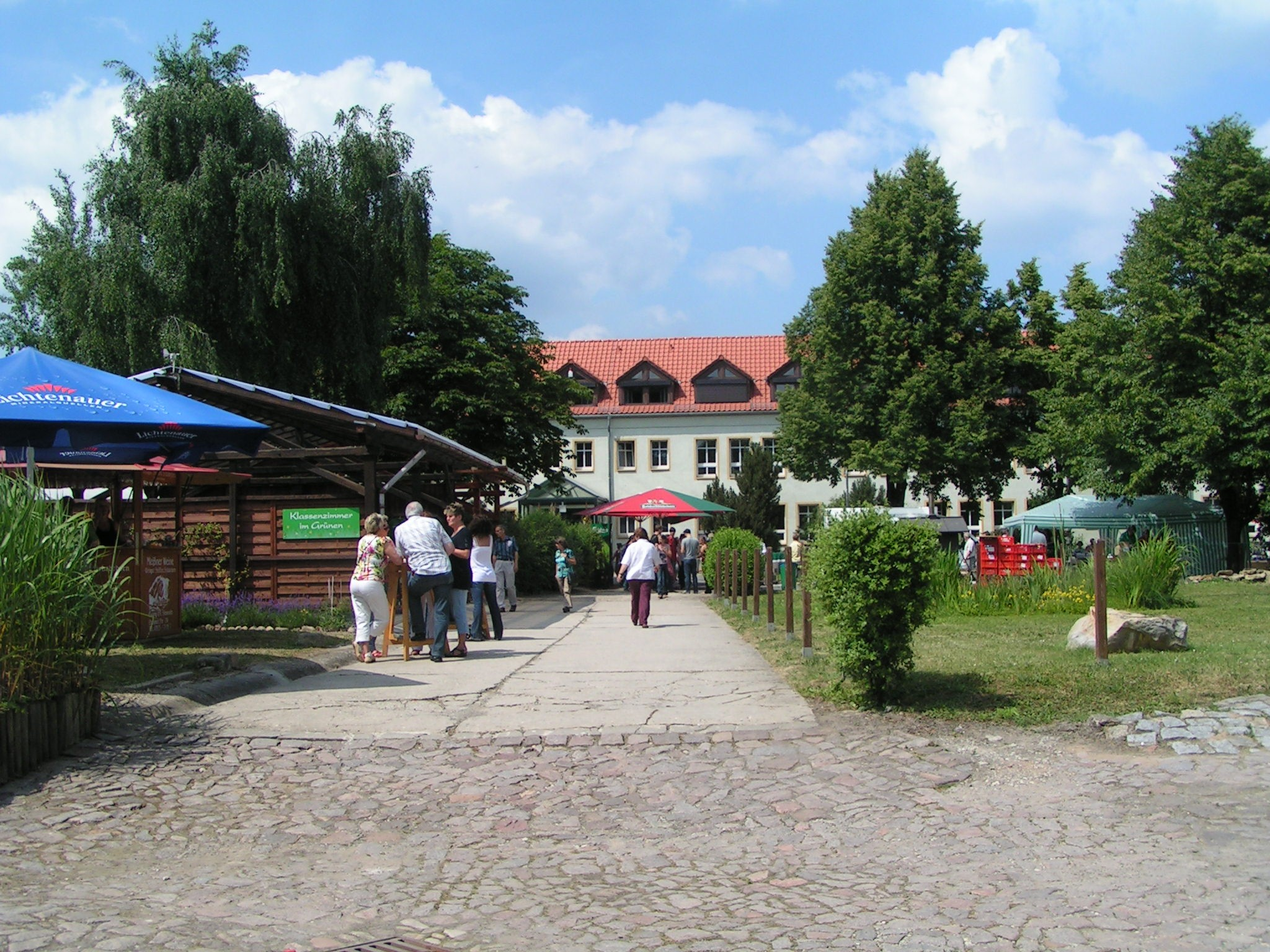
Innenhof
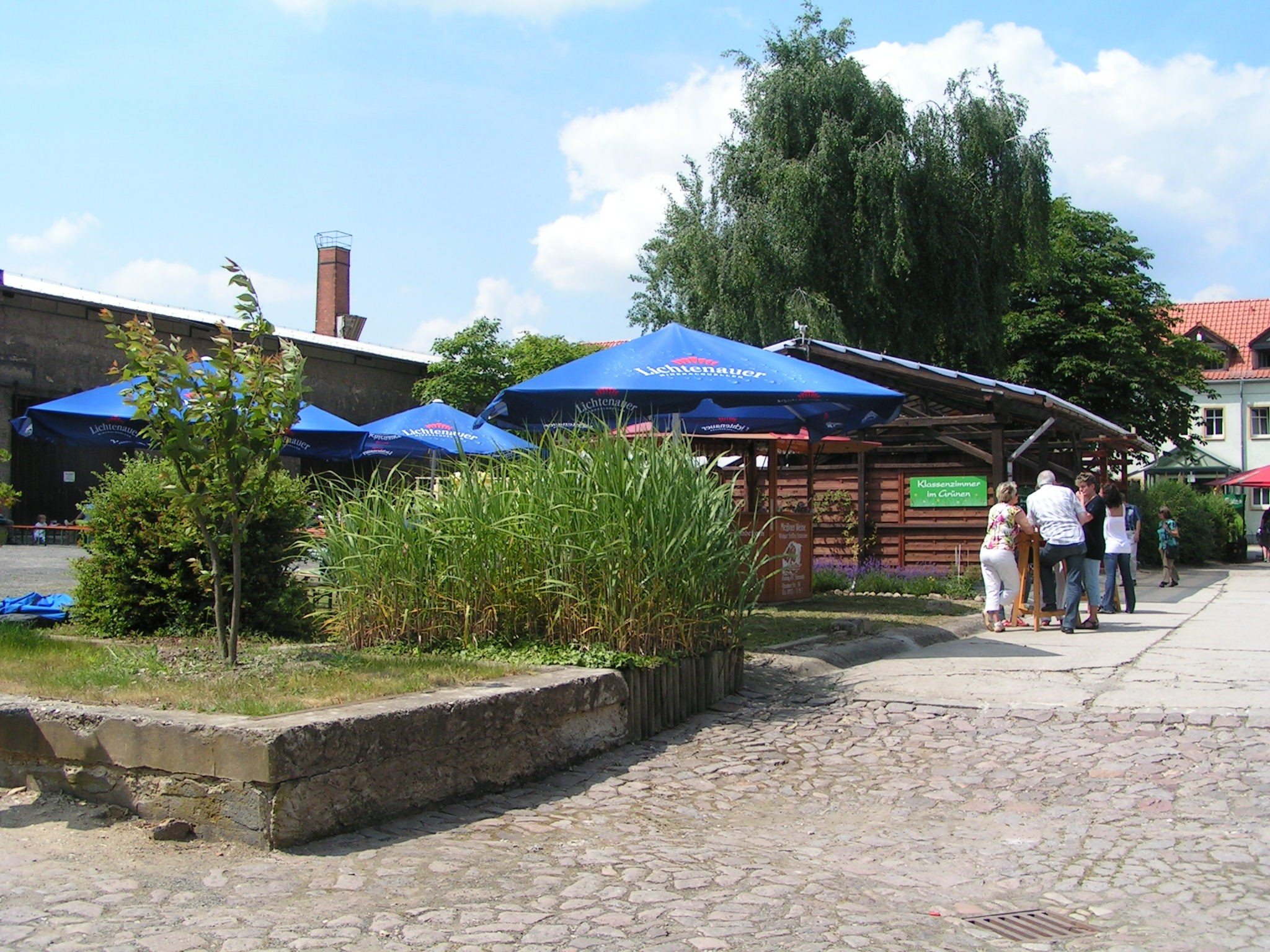
Innenhof mit Klassenzimmer im Grünen